# Estudo crítico do direito
Estudos jurídicos críticos ou estudos críticos do direito  (em inglês: critical jurisprudence) é um movimento em filosofia jurídica/ teoria jurídica ou sociologia jurídica, que aplica abordagens ao sistema jurídico comparáveis aos métodos da teoria crítica da Escola de Frankfurt.   Também conhecida pelas abreviaturas CLS (critical law studies) e, seus adeptos, Crit (critic), são abreviaturas usadas informalmente para se referir ao movimento e seus seguidores. Surge, sobretudo, no contexto do movimento dos direitos civis nos EUA, durante os anos 1960 
A expressão estudos críticos do direito corresponde à tradução da expressão em inglês Critical Legal Studies, também conhecida pelo acrônimo CLS. O termo denomina a escola teórica estadunidense que defende uma interpretação politicamente engajada do direito, em oposição ao positivismo de H. L. A. Hart e Hans Kelsen.  Nascida na esteira do movimentos pelos direitos civis da década de 60, consolidou-se no final da década de 1970 e teve grande influência nos Estados Unidos, principalmente durante a década de 1980. São alguns de seus representantes, também chamados crits (os participantes do movimento), Duncan Kennedy, Karl Klare e o brasileiro Roberto Mangabeira Unger.  
A teoria crítica do direito confronta o formalismo jurídico, mostrando que o Direito não é um fenômeno social neutro, mas, que é permeado por interesses e ideologias, as quais subsistem em seu âmago, assim como denota que o direito é um produto da sociabilidade humana, construído ao longo da história e que serve a certas finalidades, como manutenção de estruturas de poder, instituições, controle da sociedade e outros objetos analisados pela teoria crítica .  

## História
Embora as origens informais dos estudos jurídicos críticos possam provavelmente remontar à década de 1960, o movimento se cristalizou em 1977 em uma conferência na Universidade de Wisconsin-Madison . Muitos membros do movimento entraram nas faculdades de direito americanas no final dos anos 1960 e 1970, aplicando ideias de Karl Marx, Herbert Marcuse, Theodor Adorno e outros ao estudo do direito. O movimento dos  estudos jurídicos críticos floresceu nos EUA na década de 1980. Sua influência como movimento independente, que se identificava como tal, vem diminuindo desde o início dos anos 1990.
Apesar da grande variação nas opiniões dos estudiosos críticos do direito em todo o mundo, há um consenso geral  sobre os principais objetivos dos Estudos Jurídicos Críticos: 
- demonstrar a ambiguidade e possíveis resultados preferenciais de doutrinas jurídicas supostamente imparciais e rígidas .
- divulgar resultados históricos, sociais, econômicos e psicológicos de decisões judiciais.
- desmistificar a análise jurídica e a cultura jurídica para impor transparência aos processos jurídicos para que eles ganhem o apoio geral de cidadãos socialmente responsáveis. [4]

Considerado "o primeiro movimento em teoria jurídica e estudos jurídicos nos Estados Unidos a ter defendido uma postura e perspectiva política de esquerda comprometida",  os estudos jurídicos críticos estavam comprometidos em moldar a sociedade com base em uma visão da personalidade humana desprovida dos interesses ocultos e a dominação de classe que os estudiosos do direito crítico argumentaram estar na raiz das instituições jurídicas liberais no Ocidente.  De acordo com os estudiosos do direito crítico Duncan Kennedy e Karl Klare, os estudos jurídicos críticos estavam "preocupados com a relação da erudição e prática jurídicas com a luta para criar uma sociedade mais humana, igualitária e democrática". 
Durante seu período de maior influência, o movimento dos estudos críticos jurídicos causou considerável controvérsia dentro da academia jurídica. Membros como Roberto Mangabeira Unger buscaram reconstruir essas instituições como expressão da convivência humana e não apenas uma trégua provisória em uma luta brutal  e foram vistos como as vozes mais poderosas e o único caminho para o movimento.  Unger e outros membros do movimento continuam tentando desenvolvê-lo em novas direções, por exemplo, para fazer da análise jurídica a base do desenvolvimento de alternativas institucionais. 
Embora as origens intelectuais dos estudos jurídicos críticos (CLS) possam ser geralmente atribuídas ao realismo jurídico americano, como um movimento acadêmico distinto, os estudos críticos de direito emergem plenamente apenas no final da década de 1970. Muitos estudiosos do direito crítico, os norte-americanos da primeira onda ingressaram na educação jurídica, tendo sido profundamente influenciados pelas experiências do movimento dos direitos civis, do movimento pelos direitos das mulheres e do movimento anti-guerra das décadas de 1960 e 1970. O que começou como uma postura crítica em relação à política doméstica americana acabou se traduzindo em uma postura crítica em relação à ideologia jurídica dominante da sociedade ocidental moderna. Baseando-se tanto na teoria doméstica quanto no trabalho de teóricos sociais europeus, os "críticos" procuraram desmistificar o que eles viam como os numerosos mitos no coração do pensamento e da prática jurídica dominante. 
O movimento britânico de estudos jurídicos críticos começou aproximadamente em um momento semelhante ao de sua contraparte americana. No entanto, centrou-se em torno de uma série de conferências realizadas anualmente, particularmente a Critical Legal Conference e o National Critical Lawyers Group. Permanecem várias falhas na comunidade; entre teoria e prática, entre aqueles que olham para o marxismo e aqueles que trabalharam na Desconstrução , entre aqueles que buscam engajamentos explicitamente políticos e aqueles que trabalham em estética e ética. 
Na França, onde a tradição jurídica havia sido guardada de perto pelas faculdades de direito e vigiada por instituições napoleônicas como o Tribunal de Cassação, o Conselho de Estados e a Escola Nacional de Magistratura, o famoso sociólogo Pierre Bourdieu causou alvoroço quando lançou seu "La Force De La Loi, Elements Pour Une Sociologie du Champ Juridique" (A força deo direito, Elementos para uma Sociologai do Campo Jurídico) em 1986 - traduzido como "A Força da Lei: Rumo a uma Sociologia do Campo Jurídico", no Hastings Law Journal (1987). Ele anunciou o início dos Estudos Jurídicos Críticos continentais. 

## Ideias
Embora os estudos críticos de direito, como a maioria das escolas de pensamento, não seja um bloco monolítico, algumas ideias características de seus adeptos podem ser distinguidas.  Isso inclui:
- A ideia de que a lei escrita não determina necessariamente o resultado dos processos judiciais, que é e foi a causa do chamado debate da indeterminação na teoria jurídica;
- A ideia de que as normas e instituições legais estão ligadas à preservação do poder e da riqueza e, portanto, desfavorecem os pobres e oprimidos, especialmente a classe trabalhadora, mulheres, homossexuais e pessoas de cor.
- A ideia de que a estrutura das normas jurídicas reflete oposições fundamentais entre interesses egoístas e altruísmo. [7]

## Crítica
Muitos juristas conservadores e liberais (liberalismo econômico) são muito críticos do movimento de estudos jurídicos críticos. Os críticos conservadores argumentam que a natureza radical do movimento é incompatível com os objetivos da educação jurídica. Os críticos de esquerda tendem a ver o problema em uma diluição crescente do movimento, que originalmente continha elementos bastante radicais.   

## Influência
Muitas das ideias associadas aos Estudos Jurídicos Críticos continuam a influenciar os estudos jurídicos nos Estados Unidos. Escolas de pensamento relacionadas, como a Teoria Jurídica Feminista e a Teoria Racial Crítica , continuam a desempenhar um papel significativo na jurisprudência.   

## Relação com o realismo jurídico americano
Os estudos jurídicos críticos tiveram suas origens intelectuais no movimento realista jurídico americano na década de 1930. Antes da década de 1930, a jurisprudência americana havia sido dominada por um relato formalista de como os tribunais decidem os casos, um relato que sustentava que os juízes decidem os casos com base em regras e razões jurídicas distintas que justificam um resultado único. Os realistas jurídicos argumentaram que a lei e a jurisprudência são indeterminadas e que os tribunais de apelação decidem casos não com base na lei, mas no que consideram justo à luz dos fatos de um caso. Considerado "o movimento jurisprudencial mais importante do século 20",  o realismo jurídico americano chocou os estudos jurídicos americanos ao minar os princípios formalistas que por muito tempo foram considerados a base da jurisprudência. 
A influência do realismo jurídico perturbou a jurisprudência americana por décadas. Alan Hunt escreve que o período "entre o realismo da década de 1930 e o surgimento dos estudos jurídicos críticos no final da década de 1970 foi uma série de tentativas malsucedidas de recuperar do choque do realismo alguma base para uma teoria jurídica que articula uma imagem do objetividade do processo legal, mesmo que a explicação oferecida pelo pós-realismo tivesse que ser mais complexa do que aquela fornecida por uma doutrina de seguir regras”. 

## Como literatura e em rede
O movimento de estudos jurídicos críticos surgiu em meados da década de 1970 como uma rede de professores de direito de esquerda nos Estados Unidos que desenvolveram a tese da indeterminação realista a serviço dos ideais esquerdistas. Segundo Roberto Unger, o movimento "continuou como uma força organizada apenas até o final da década de 1980. Sua vida como movimento durou pouco mais de uma década". 
Duncan Kennedy, professor de direito de Harvard que junto com Unger foi uma das figuras-chave do movimento, disse que, nos primeiros dias dos estudos jurídicos críticos, "quase todo mundo na rede era um homem branco com algum interesse nos anos 60 estilo política radical ou sentimento radical de um tipo ou de outro. Alguns vieram de origens marxistas - alguns vieram da reforma democrática."  Kennedy enfatizou a dupla natureza dos estudos jurídicos críticos, tanto como uma rede de acadêmicos/ativistas de esquerda quanto como uma literatura acadêmica:
[Os estudos jurídicos críticos têm dois aspectos. É uma literatura acadêmica e também tem sido uma rede de pessoas que pensavam em si mesmas como ativistas na política da faculdade de direito. Inicialmente, a literatura acadêmica foi produzida pelas mesmas pessoas que estavam fazendo ativismo na faculdade de direito. Estudos jurídicos críticos não são uma teoria. É basicamente essa literatura produzida por essa rede de pessoas. Acho que dá para identificar alguns temas da literatura, temas que mudaram ao longo do tempo. 
Acadêmicos afiliados aos estudos jurídicos críticos muitas vezes se identificaram com o movimento de várias maneiras: incluindo em seus artigos uma nota de rodapé de abertura mencionando a Conferência de Estudos Jurídicos Críticos e fornecendo informações de contato da organização, participando de conferências do direito crítico e citando o trabalho de colegas estudiosos críticos de estudos jurídicos. Uma bibliografia de 1984 dos trabalhos do direito crítico, compilada por Duncan Kennedy e Karl Klare e publicada no Yale Law Journal, incluía dezenas de autores e centenas de trabalhos. 
Uma coleção de quatro volumes de 2011 editada por Costas Douzinas e Colin Perrin, com a assistência de JM Barreto, compila o trabalho dos British Critical Legal Studies, incluindo seus mentores filosóficos. Apresenta estudos elaborados desde suas origens no final da década de 1980 em áreas como filosofia jurídica, literatura, psicanálise, estética, feminismo, gênero, sexualidade, pós-colonialismo, raça, ética, política e direitos humanos.  Participantes proeminentes no movimento incluem Drucilla Cornell, Mark Kelman, Alan Hunt, Catharine MacKinnon, Duncan Kennedy, David Kennedy, Martti Koskenniemi, Gary Peller, Peter Fitzpatrick, Morton Horwitz, Jack Balkin, Costas Douzinas, Karl Klare, Peter Gabel, Roberto Unger, Renata Salecl , Mark Tushnet, Louis Michael Seidman, John Strawson eMarta Fineman. 

## Contexto intelectual e político
Roberto Magabeira Unger, um membro-chave dos estudos jurídicos críticos cuja influência continuou a ser de longo alcance nas décadas que se seguiram ao declínio do movimento, escreveu que os fundadores dos estudos jurídicos críticos "nunca pretenderam que se tornasse uma escola de pensamento ou gênero de pensamento em andamento. escrever. Eles queriam intervir em uma circunstância particular". 
Essa circunstância era a prática dominante de análise jurídica que Unger chama de "método de elaboração fundamentada".  Um descendente próximo do formalismo doutrinário do século XIX, que buscava por meio da análise jurídica identificar o "conteúdo jurídico embutido de uma... sociedade livre",  o método de elaboração racional tratava os materiais jurídicos como contendo um "ideal elemento", substância jurídica inerente subjacente às contradições e ambiguidades do texto da lei. Sob a prática da elaboração racional, essa substância jurídica inerente forma um sistema prescritivo que os juízes gradualmente descobrem pelo raciocínio através das políticas e princípios do direito sem questionar os “arranjos institucionais básicos da economia de mercado, da política democrática e da sociedade civil fora do mercado e o Estado". 
A elaboração racional foi uma influência perniciosa por várias razões, argumentaram Unger e outros: ela não enfatizou a natureza contingente do direito como um produto de acordos e compromissos, em vez de tratá-lo como contendo um sistema prescritivo coerente que precisava simplesmente ser descoberto pela interpretação legal; obscureceu como os juízes usurpam a autoridade negando seu próprio papel na elaboração da lei; e, finalmente, a elaboração racional inibiu o uso do direito como mecanismo de mudança social. 
Além do contexto da interpretação jurídica, os estudos jurídicos críticos também surgiram em resposta ao seu contexto político, ou seja, um cenário em que o acordo social-democrata que foi finalizado após a Segunda Guerra Mundial tornou-se canônico, e a disputa ativa sobre o a organização da sociedade declinou severamente, efetivamente consagrando um consenso reinante sobre a organização social que Unger descreve como incluindo uma "combinação de ortodoxia neoliberal, capitalismo de estado e redistribuição compensatória por impostos e transferências".  Os juristas críticos desafiaram esse consenso e procuraram usar a teoria jurídica como meio de explorar formas alternativas de organização social e política.
De acordo com o racionalismo crítico, o jurista alemão Reinhold Zippelius usa o método de "tentativa e erro" de Popper em sua "Filosofia Jurídica". 

## Temas
Embora a teoria crítica do direito (como a maioria das escolas e movimentos) não tenha produzido um corpo de pensamento único e monolítico, vários temas comuns podem ser geralmente traçados nas obras de seus adeptos.  Esses incluem:
- Um primeiro tema é que, ao contrário da percepção comum, materiais jurídicos (como leis e jurisprudência) não determinam completamente o resultado de disputas legais, ou, em outras palavras, a lei pode impor muitas restrições significativas aos adjudicadores em a forma de regras substantivas, mas, em última análise, muitas vezes isso pode não ser suficiente para vinculá-los a tomar uma decisão particular em um determinado caso particular. De maneira bastante previsível, uma vez feita, essa afirmação desencadeou muitos debates acalorados entre juristas e filósofos do direito, alguns dos quais continuam até hoje (veja mais debate sobre indeterminação na teoria jurídica). [13]
- Em segundo lugar, há a ideia de que todo “direito é política”. Isso significa que as decisões judiciais são uma forma de decisão política, mas não que seja impossível distinguir os atos jurídicos dos legislativos. Em vez disso, os teóricos do direito crítico argumentam que, embora a forma possa diferir, ambas se baseiam na construção e manutenção de uma forma de espaço social. O argumento visa a ideia positivista de que direito e política podem ser inteiramente separados um do outro. Uma visão mais sutil surgiu mais recentemente. Isso rejeita o redutivismo de 'toda a lei é política' e, em vez disso, afirma que as duas disciplinas estão mutuamente entrelaçadas. Não existe lei ou política “pura”, mas as duas formas trabalham juntas e alternam constantemente entre os dois registros linguísticos. [13]
- Uma terceira vertente da escola de direito crítico tradicional é que, com muito mais frequência do que geralmente se suspeita, a lei tende a servir aos interesses dos ricos e poderosos, protegendo-os contra as demandas dos pobres e dos subalternos (mulheres, minorias étnicas, classe trabalhadora, povos indígenas, deficientes, homossexuais, etc.), chamados por maior justiça. Essa afirmação é frequentemente associada ao argumento realista jurídico de o texto legal e suas finalidades seriam coisas diversas.  [13]
- Muitas leis afirmam ter o objetivo de proteger os interesses dos pobres e dos subalternos. Na realidade, muitas vezes atendem aos interesses das elites do poder. Isso, no entanto, não precisa ser o caso, afirmam os estudiosos do direito crítico. Não há nada intrínseco à ideia de direito que deva torná-la um veículo de injustiça social. É apenas que a escala da reforma que precisa ser realizada para atingir esse objetivo é significativamente maior do que o discurso jurídico convencional está pronto para reconhecer. [13]
- Além disso, os adeptos da teoria crítica às vezes afirmam que os materiais jurídicos são inerentemente contraditórios, ou seja, a estrutura da ordem jurídica positiva é baseada em uma série de oposições binárias, como, por exemplo, a oposição entre individualismo e altruísmo ou realização formal (ou seja, preferência por regras estritas ) e flexibilidade equitativa (ou seja, preferência por padrões amplos). [13]
- Por fim, a teoria questiona os pressupostos centrais do direito, um dos quais é a noção kantiana do indivíduo autônomo.  A lei muitas vezes trata os peticionários individuais como tendo plena capacidade em relação a seus oponentes. Eles são capazes de tomar decisões com base na razão que está desvinculada de restrições políticas, sociais ou econômicas. O direito crítico sustenta que os indivíduos estão vinculados a suas comunidades, classe socioeconômica, gênero, raça e outras condições de vida, de modo que deixam de ser atores autônomos no modo kantiano. Em vez disso, suas circunstâncias determinam e, portanto, limitam as escolhas que lhes são apresentadas. As pessoas não são "livres"; ao contrário, são determinados em grande parte pelas estruturas sociais e políticas que os cercam. [13] [14]

Cada vez mais, no entanto, os temas tradicionais estão sendo substituídos por insights críticos mais amplos e radicais. Intervenções em direito de propriedade intelectual, direitos humanos, jurisprudência, direito penal, direito de propriedade , direito internacional , etc., mostraram-se cruciais para o desenvolvimento desses discursos. Igualmente, o direito crítico introduziu novas estruturas no campo jurídico, como o pós-modernismo, a teoria queer, as abordagens literárias do direito, a psicanálise , o direito e a estética e o pós-colonialismo. 

## Influência contínua
O direito crítico continua como uma coleção diversificada de escolas de pensamento e movimentos sociais. A comunidade do direito crítico  é um grupo extremamente amplo com grupos de teóricos críticos em faculdades de direito e departamentos de estudos sociojurídicos, como Escola de Direito de Harvard, Escola de direito da Universidade de Georgetown, Universidade  Northeastern, University de Buffalo, Escola de Direito de Chicago-Kent, Birkbeck, Universidade de Londres,  Universidade de Melbourne, Universidade of Kent, Universidade de Carleton, Universidade de Keele , Universidade de Glasgow, Universidade de  East London entre outros.  
Na academia jurídica americana, sua influência e proeminência parecem ter diminuído nos últimos anos. No entanto, as ramificações do direito crítico, incluindo a teoria crítica da raça, continuam a crescer em popularidade. Escolas de pensamento associadas, como a teoria feminista contemporânea e o ecofeminismo e a teoria crítica da raça, agora desempenham um papel importante nos estudos jurídicos contemporâneos. Um fluxo impressionante de escritos no estilo do direito crítico também surgiu nas últimas duas décadas nas áreas de direito internacional e comparado.  
Além disso, o direito crítico teve um efeito prático na educação jurídica, pois foi a inspiração e o foco do currículo alternativo do primeiro ano do da Escola de Direito da Universidade de Georgetown, (denominado "Currículo B", conhecido como "Seção 3" dentro da escola). No Reino Unido, tanto Kent quanto Birkbeck procuraram extrair percepções jurídicas críticas para o currículo jurídico, incluindo um Mestrado baseado em teoria jurídica crítica na Escola de Direito de Birkbeck. Vários centros e instituições de pesquisa oferecem cursos ministrados e de pesquisa baseados em CLS em uma variedade de campos jurídicos, incluindo direitos humanos, jurisprudência, teoria constitucional e justiça criminal.  
Na Nova Zelândia , o Centro de Questões Jurídicas da Universidade de Otago foi estabelecido na faculdade de direito da universidade em 2007.  
"Law and Critique" é um dos poucos periódicos do Reino Unido que se identifica especificamente com a teoria jurídica crítica. Na América, The Crit and Unbound: Harvard Journal of the Legal Left  são os únicos periódicos que continuam a se posicionar explicitamente como plataformas para estudos jurídicos críticos. No entanto, outros periódicos como Law, Culture and the Humanities , Harvard Civil Rights-Civil Liberties Law Review , The National Lawyers Guild Review, Social and Legal Studies e The Australian Feminist Law Journal publicaram pesquisas jurídicas declaradamente críticas.  

## Literatura (línguas estrangeiras)
- Richard W. Bauman: Critical legal studies. A guide to the literature, Westview Press, Boulder, Colo. 1996
- Richard W. Bauman: Ideology and community in the first wave of critical legal studies, University of Toronto Press, Toronto u. a. 2002
- Susanne Beck, Jan-Christoph Marschelke: . In: Eric Hilgendorf, Jan C. Joerden (Hrsg.): . J.B. Metzler, Stuttgart 2017, ISBN 978-3-476-02433-6, S. 284–290, doi:10.1007/978-3-476-05309-1.
- Herbert Euler: . Cuvillier, Göttingen 2001, ISBN 3-89873-075-1 (Zugl.: Göttingen, Univ., Diss., 2000).
- Günter Frankenberg: Partisanen der Rechtskritik: Critical Legal Studies etc., in: Sonja Buckel, Ralph Christensen, Andreas Fischer-Lescano (Hrsg.): Neue Theorien des Rechts. Stuttgart 2006. ISBN 3-8282-0331-0. S. 97–116.
- Janet E. Halley, Wendy Brown (Hrsg.): Left Legalism/Left Critique-P, Duke University Press 2003
- Duncan Kennedy: Legal Education and the Reproduction of Hierarchy. A Polemic Against the System. A Critical Edition. New York University Press 2004
- Duncan Kennedy, Karl E. Klare: . In: . Band 94, Nr. 2, 1984, ISSN 0044-0094, S. 461–490, JSTOR:796234.
- Anja Oberkofler: Kritische Ansätze im amerikanischen Rechtsdenken (PDF; 113 kB). In: UTOPIE kreativ. H. 132 (Oktober 2001), S. 925–934 (abgerufen am 18. Februar 2013).
- Calvin Trillin: . 26. März 1984, ISSN 0028-792X, S. 53 (newyorker.com).
- Roberto Mangabeira Unger: . Verso, London 2015, ISBN 978-1-78168-339-2 (Erstausgabe: Harvard University Press, 1986).
- Calvin Woodard: . In: . 23. November 1986, ISSN 0362-4331 (nytimes.com).

- . In: Peter Gabel, Duncan Kennedy (Hrsg.): . Band 36, Nr. 1/2, 1. Januar 1984, OCLC 11232637, JSTOR:i252683).

- Eric Heinze, The Concept of Injustice Abingdon, UK: Routledge, 2013
- Costas Douzinas & Colin Perrin. Critical Legal Theory, 4 volumes, London: Routledge, 2011
- Eric Engle, Marxism, Liberalism, and Feminism: Leftist Legal Thought, New Delhi: Serials, 2010.
- Eric Engle, Lex Naturalis, Jus Naturalis: Law as Positive Reasoning and Natural Rationality, Melbourne: Elias Clark, 2010
- David W. Kennedy and William Fisher, eds. The Canon of American Legal Thought, Princeton, NJ: Princeton University Press, 2006
- Costas Douzinas & Adam Gearey, Critical Jurisprudence: The Political Philosophy of Justice, Hart Publishing, 2005
- Duncan Kennedy, Legal Education and the Reproduction of Hierarchy: A Polemic Against the System: A Critical Edition, New York, NY: New York University Press, 2004
- Le Roux and Van Marle, "Critical Legal Studies" in Roeder (ed), Jurisprudence, 2004[full citation needed]
- Janet E. Halley (ed.), Wendy Brown (ed.), Left Legalism/Left Critique-P, Durham, NC: Duke University Press 2003
- Richard W. Bauman, Ideology and community in the first wave of critical legal studies, Toronto, CA : University of Toronto Press, 2002
- Janet E. Halley "Revised version entitled "Like-Race Arguments"" in What's Left of Theory?, Abingdon, UK: Routledge, 2001
- E. Dana Neacsu, CLS Stands for Critical Legal Studies, If Anyone Remembers, 8 J. L. & Pol'y, see CLS Stands for Critical Legal Studies, If Anyone Remembers, 2000
- Duncan Kennedy, A Critique of Adjudication [fin de siecle], Cambridge, MA: Harvard University Press, 1997
- Richard W. Bauman, Critical legal studies : a guide to the literature, Boulder, CO: Westview Press, 1996
- Andrew Altman, Critical Legal Studies: A Liberal Critique, Princeton, NJ: Princeton University Press 1990
- J.M. Balkin, "Ideology as Constraint: Andrew Altman, 'Critical Legal Studies: A Liberal Critique' (1990)" [book review], 43 Stan. L. Rev. 1133, 1991
- David L. Gregory, "A Guide to Critical Legal Studies, by Mark Kelman, 1987" [book review] Duke L.J. 1138, 1987
- Mark Kelman, A Guide to Critical Legal Studies, Cambridge, MA: Cambridge, MA: Harvard University Press, 1987
- Joan C. Williams, Critical Legal Studies: The Death of Transcendence and the Rise of the New Langdells, 62 N.Y.U. L. Rev. 429, 1987
- John Finnis, "On the Critical Legal Studies Movement" 30 American Journal of Jurisprudence, 1985
- Roberto Mangabeira Unger, The Critical Legal Studies Movement, Cambridge, MA: Harvard University Press, 1983
- Pierre Schlag, "Critical Legal Studies," Oxford International Encyclopedia of Legal History

## Links
- Teoria Jurídica Crítica - na Escola de Direito da Universidade de Cornell.
- Law & Critique – Jornal (publicado desde 1990, ISSN  0957-8536 .)